# Male Dole pri Stehanji vasi
Male Dole pri Stehanji vasi je naselje u slovenskoj Općini Trebnju. Male Dole pri Stehanji vasi se nalazi u pokrajini Dolenjskoj i statističkoj regiji Jugoistočnoj Sloveniji. 

## Stanovništvo
Prema popisu stanovništva iz 2002. godine naselje je imalo 46 stanovnika.